# Сірко Василь Микитович
Василь Микитович Сірко (псевдо.: «Дзвін», «Руденко»; нар. 1912 (1920), с. Борщівка, нині Лановецький район, Тернопільська область — пом. 25 листопада 1949, с. Загірці, нині Лановецький район, Тернопільська область) — український військовик, вояк УПА, лицар Срібного хреста бойової заслуги 2 кляси та Бронзового хреста заслуги.

## Життєпис
Референт СБ підрайонного проводу ОУН у Почаївському районі (1943), вояк УПА на Волині (1944—1945), керівник Велико-Дедеркальського районного проводу ОУН (1946-11.1949). Загинув під час збройної сутички з дільничним міліціонером. Старший вістун УПА (?).

## Нагороди
- Згідно з Наказом Головного військового штабу УПА ч. 1/51 від 25.07.1951 року керівник Велико-Дедеркальського районного проводу ОУН Василь Сірко — «Руденко» нагороджений Срібним хрестом бойової заслуги УПА 2 класу
- Згідно з Наказом Головного військового штабу УПА ч. 1/51 від 25.07.1951 року керівник Велико-Дедеркальського районного проводу ОУН Василь Сірко — «Руденко» нагороджений Бронзовим хрестом заслуги УПА

## Вшанування пам'яті
- 13.04.2019 р. від імені Координаційної ради з вшанування пам'яті нагороджених Лицарів ОУН і УПА у м. Шумськ Тернопільської обл. Срібний хрест бойової заслуги УПА 2 класу (№ 024) та Бронзовий хрест заслуги УПА (№ 066) передані Юрію Наклюцькому та Віталію Іванову, внукам Василя Сірка — «Руденка».